# دایر (نوادا)
دایر، نوادا (به انگلیسی: Dyer, Nevada) یک سکونتگاه مسکونی در ایالات متحده آمریکا است که در شهرستان اسمرالدا، نوادا واقع شده‌است.

## خصوصیات
دایر ۲۵۹ نفر جمعیت دارد و ۱٬۴۸۷٫۴۴ متر بالاتر از سطح دریا واقع شده‌است.